# Bá tước Nulin
Bá tước Nulin (tiếng Nga: Граф Нулин) là một truyện thơ do A.S.Pushkin sáng tác vào cuối năm 1825 và xuất bản lần đầu năm 1827.

## Nội dung

### Nhân vật
- Bá tước Nulin
- Natalia Pavlovna

## Chuyển thể
Tác phẩm đã nhiều lần được dàn dựng thành các hình thức nghệ thuật khác nhau, như: opera, kịch nói, điện ảnh...